# Banalizzazione dell'Olocausto
Con il termine banalizzazione dell'Olocausto si intende qualsiasi forma di paragone o analogia tesa a sminuire l'impatto avuto dall'Olocausto, il genocidio nazista rivolto principalmente contro gli ebrei europei durante la seconda guerra mondiale. Questa controversia è distinta solitamente dal negazionismo dell'Olocausto.

## Descrizione
La Commissione Wiesel definì come banalizzazione l'obiettivo di minimizzare l'Olocausto e le atrocità commesse.
In origine l'olocausto era una forma di sacrificio, in cui l'animale da immolare veniva ridotto in cenere; a partire dalla fine del XIX secolo iniziò a denotare la distruzione su larga scala di un determinato gruppo, solitamente costituito da persone o animali. Il genocidio armeno del 1915 fu descritto dagli osservatori contemporanei proprio come olocausto.
Manfred Gerstenfeld considera la banalizzazione dell'Olocausto come una delle undici forme di distorsione di esso; definisce banalizzazione l'uso del linguaggio specifico relativo all'Olocausto per descrivere eventi e scopi non inerenti. Tra gli esempi David Rudrum riporta Lord Wigley che invoca Auschwitz per opporsi alle armi nucleari e Al Gore che cita la notte dei cristalli mentre parla della difesa dell'ambiente.
Elie Wiesel, sopravvissuto all'Olocausto e scrittore, commentò: «Non posso più usare [la parola "Olocausto"]. Primo, perché non ci sono parole, secondo, perché è diventata così banalizzata che non posso più usarla. Qualunque incidente accada oggi viene chiamato "olocausto". L'ho visto io stesso in televisione nel paese in cui vivo: un commentatore, descrivendo la sconfitta di una squadra sportiva da qualche parte, l'ha definita un olocausto. Ho letto su un giornale californiano molto prestigioso la descrizione dell'omicidio di sei persone dove l'autore lo ha definito un olocausto. Quindi non ho più parole».

## Historikerstreit
Durante il periodo noto come Historikerstreit molti studiosi adottarono la posizione assunta dagli intellettuali conservatori guidati da Ernst Nolte nel dibattito sull'unicità dell'Olocausto, che consisteva nell'asserire che l'Olocausto non fu l'unico e che sui tedeschi non dovevano gravare particolari colpe per l'attuazione della soluzione finale, né c'era alcuna differenza sul piano morale tra i crimini dell'Unione Sovietica e quelli della Germania nazista, poiché i nazisti agirono in quel modo per paura di ciò che l'Unione Sovietica avrebbe potuto fare alla Germania, o che l'Olocausto stesso era una reazione alla rivoluzione bolscevica. Da parte sua, l'Unione Sovietica banalizzò l’Olocausto facendo eco alla propaganda nazista.
Lo storico Thomas Kühne scrive che "più [gli] storici più provocatori [...] mettevano in dubbio l'unicità o la peculiarità dell'Olocausto, più il loro lavoro incontrava resistenza o addirittura disgusto, suscitando maggiori attenzione e polemiche rispetto al tedesco Ernst Nolte negli anni '80."

## Conflitto israelo-palestinese
Paragonare lo Stato di Israele ai nazisti, o la difficile situazione dei palestinesi a quella degli ebrei sotto l'occupazione nazista, è considerato come banalizzante l'Olocausto o antisemita. L'Anti-Defamation League (ADL) accusò Gilad Atzmon di banalizzare e distorcere l'Olocausto specificamente nel contesto del conflitto israelo-palestinese: secondo l'ADL, Atzmon usò il termine Shoah per descrivere il trattamento riservato da Israele ai palestinesi.
Il Centre for Israel and Jewish Affairs (CIJA) condannò la Chiesa Unita del Canada che aveva banalizzato l'Olocausto pubblicando un documento in cui denunciava la "perdita di dignità" dei palestinesi attribuita a Israele subito dopo aver riconosciuto "la negazione della dignità umana agli ebrei" nell'Olocausto.
Durante una visita a Berlino il presidente palestinese Mahmūd Abbās, in risposta alla domanda di scuse per il massacro di Monaco compiuto dai terroristi palestinesi, riferì a Olaf Scholz che "Israele [aveva] commesso... 50 massacri, 50 stragi, 50 olocausti". In un messaggio al quotidiano Bild Scholz disse: "Per noi tedeschi qualsiasi relativizzazione dell'Olocausto è insopportabile e inaccettabile".

## Stati post-comunisti e memoria dell’Olocausto
Secondo la politologa Jelena Subotić, negli stati post-comunisti la memoria dell'Olocausto è stata dirottata nel tentativo di cancellare i crimini e la partecipazione locale ad esso, oltre a utilizzarne le immagini per rappresentare crimini reali o presunti degli stati comunisti. Subotić ha parlato di esempi concreti in Croazia e Serbia, dove i governi "hanno sfruttato i monumenti pubblici, i musei e i memoriali per appropriarsi a livello nazionale della memoria dell'Olocausto e usarla per produrre una nuova memoria visiva del loro passato del XX secolo che supportasse i loro miti della nazione." Secondo Subotić, questa forma di revisionismo storico dell'Olocausto e della memoria post-comunista "è diventato così pervasivo e sostenuto dallo Stato che nel 2018 il presidente croato Kolinda Grabar-Kitarovic ha chiesto la creazione di una commissione internazionale per determinare la verità su quanto accaduto tra il 1941 e il 1945, 'ma anche dopo', il che indica che la narrazione secondo cui Jasenovac dopo la guerra era un campo comunista ora è accettata dai vertici del potere."
Un rapporto della Commissione Wiesel criticò il confronto tra le vittime dei lager sovietici e le vittime ebree dell'Olocausto, apparso nel Libro nero del comunismo, come un tentativo di banalizzazione dell'Olocausto. Nel Museo storico della Serbia è stata allestita la mostra "In nome del popolo – Repressione politica in Serbia 1944-1953", che secondo Subotić "si prefiggeva di esporre nuovi documenti storici e prove dei crimini comunisti, dagli omicidi ai rapimenti, alle detenzioni nei campi, alla collettivizzazione, ai processi politici e alla repressione", ma in realtà ha esposto "fotografie casuali e completamente decontestualizzate di 'vittime del comunismo', che ritraevano sì persone innocenti, ma anche molti collaboratori fascisti, membri del governo collaborazionista, delle milizie di destra e del movimento cetnico alleato con l'Asse." Un esempio ancora più sconcertante è la fotografia dei prigionieri del campo di concentramento di Buchenwald, esposta nella sezione dedicata al campo per prigionieri politici dell'epoca comunista sull'isola adriatica di Goli Otok, descritta come "l'esempio delle condizioni di vita dei prigionieri di Goli Otok"; La didascalia non è stata corretta nemmeno quando ne è stata smascherata la falsità. Solo dopo la protesta promossa dagli storici dell'Olocausto è stata modificata in "Letti a castello dei prigionieri nel campo di Dachau".
In New Directions in the History of the Jewish in the Polish Lands (2018) lo storico Dan Michman lamenta che "[dalla] prospettiva odierna, si può dire che il pendolo si è completamente spostato fino ad enfatizzare l'Europa orientale dal giugno 1941 in poi e i suoi luoghi di sterminio come teatro principale della Shoah; che si trovano studi recenti che emarginano del tutto o addirittura ignorano l’importanza per l’Olocausto degli avvenimenti essenziali come quelli degli anni ’30 in Germania e Austria, la persecuzione e l’assassinio degli ebrei dell'Europa occidentale e meridionale, i primi passi della persecuzione in Tunisia e Libia e altri aspetti dell'Olocausto come l'enorme spoliazione e la guerra culturale volta a esorcizzare lo jüdische Geist".

## Teoria del doppio genocidio
La narrazione inerente al doppio genocidio afferma che ci sono stati due genocidi contemporanei di uguale peso, uno nazista e uno stalinista. Michael Shafir definisce la teoria del doppio genocidio come una forma di offuscamento dell'Olocausto, Carole Lemée la vede come sintomo di persistente antisemitismo.
In The Holocaust/Genocide Template in Eastern Europe Ljiljana Radonić scrive che la teoria del doppio genocidio afferma l’equivalenza tra comunismo e nazismo. Radonić sostiene che questa teoria e le accuse di un genocidio comunista provengono entrambe da "un lessico anticomunista di emigrati nato negli anni '50 e ripreso di recente da politici e studiosi revisionisti", così come dalla "banalizzazione comparativa" dell'Olocausto che "deriva dall'includere le uccisioni di presunti collaboratori dell'Asse e oppositori del regime di Tito nel dopoguerra nello stesso quadro concettuale dell'assassinio nazista di sei milioni di ebrei", descrivendolo come "uno sforzo per demonizzare il comunismo e più in generale come un'ideologia simile al nazismo".

## Olocausto rosso
L'espressione Olocausto rosso è stata coniata dall'Istituto di storia contemporanea di Monaco di Baviera (München Institut für Zeitgeschichte). Secondo lo storico tedesco Jörg Hackmann, non è popolare tra gli studiosi né in Germania né a livello internazionale. Alexandra Laignel-Lavastine scrive che l'uso del termine "permette alla realtà che descrive di raggiungere immediatamente, nella mentalità occidentale, uno status pari a quello dello sterminio degli ebrei perpetrato dal regime nazista". Secondo Shafir, supporta la "componente del martirio competitivo" della teoria del doppio genocidio. George Voicu riferisce che Leon Volovici ha "giustamente condannato l'uso improprio di questo concetto in quanto è un tentativo di "usurpare" e compromettere un simbolo specifico della storia degli ebrei europei ".
In Secondary Anti-Semitism: From Hard-Core to Soft-Core Denial of the Shoah il politologo tedesco Clemens Heni scrive: "Contrariamente alla versione hard-core, la negazione soft-core spesso non è facilmente identificabile. Sovente è tollerata o addirittura incoraggiata e riprodotta nel mainstream, non solo in Germania. Solo di recente gli studiosi hanno iniziato a districarsi in questo fenomeno inquietante. Manfred Gerstenfeld riflette sulla banalizzazione dell'Olocausto in un articolo del 2008. In Germania gli studiosi Thorsten Eitz e Georg Stötzel hanno pubblicato nel 2007 un grande dizionario della lingua tedesca e una dissertazione sul nazionalsocialismo e l'Olocausto, che comprende capitoli sulla banalizzazione dell'Olocausto e su paragoni artificiosi, come il famigerato 'Olocausto atomico', 'Babycausto', 'Olocausto dell'aborto', 'Olocausto rosso' o 'Olocausto biologico'."

## Social media
Hanno banalizzato l'Olocausto anche certi post di tendenza sui social media. Nel 2020 alcuni adolescenti hanno pubblicato sulla piattaforma TikTok dei video di se stessi vestiti con costumi a tema Olocausto; in seguito l'hashtag Holocautchallenge è stato bandito da TikTok.

## Olocausto sovietico e ucraino
Elazar Barkan, Elizabeth A. Cole e Kai Struve parlano della competizione tra le vittime e della costruzione di un "Olocausto ucraino": negli anni '90 gli anticomunisti avrebbero adottato il termine "Holodomor" per la sua somiglianza con "Olocausto" nel tentativo di paragonare i 10 milioni di ucraini uccisi dalla fame causata dalle autorità sovietiche ai "soli" 6 milioni di ebrei uccisi dai nazisti. Asseriscono che la parola Holodomor fu "introdotta e diffusa dalla diaspora ucraina nel Nord America prima che l'Ucraina diventasse indipendente" per creare, secondo loro, una "narrativa nazionale vittimizzata" e "competere con la narrativa ebraica al fine di nascondere i "lati oscuri" della storia degli ucraini" e contrastare le accuse di collaborazione con i tedeschi. In realtà l'apparente somiglianza tra le due parole non è dovuta all'etimo ucraino e potrebbe essere casuale. 
Il giornalista investigativo americano Jeff Coplon ipotizza un collegamento con l'estrema destra nel considerare la carestia come Olocausto sovietico. The Harvest of Sorrow di Robert Conquest vede la carestia del 1932-1933, in particolare quella in Ucraina, come un genocidio contro gli ucraini. Secondo Coplon, "nell'ultimo catalogo della Noontide Press, una affiliata della Liberty Lobby gestita dallo stravagante fascista Willis Carto, The Harvest of Sorrow è elencato insieme ad alcuni tomi revisionisti come The Auschwitz Myth e Hitler At My Side. Per pubblicizzare il libro, il catalogo annota: «L'atto di genocidio contro il popolo ucraino è stato tenuto nascosto fino a poco tempo fa, forse perché un vero Olocausto potrebbe competere con una Olo-bufala», termine con cui ci si riferisce al massacro nazista di sei milioni di ebrei." Concordando con sovietologi esperti, Coplon rifiuta "la caccia a un nuovo Olocausto", che banalizzerebbe l'Olocausto vero e proprio. Eli Rosenbaum, ex consigliere generale del Congresso ebraico mondiale ed ex direttore dell'Office of Special Investigations, ha osservato che una cifra superiore a sei milioni fa pensare: «Mio Dio, è peggio dell'Olocausto»".
Tuttavia, la strumentalizzazione della tragedia ucraina, messa in atto da taluni negli USA, non dovrebbe sminuirne l'atrocità e la portata.

## Invasione russa dell'Ucraina
Yad Vashem critica l'affermazione del Cremlino secondo cui l'invasione russa dell'Ucraina mirava alla "denazificazione" dell'Ucraina, ritenendola una falsità e al tempo stesso una banalizzazione della storia dell'Olocausto. Secondo il filosofo Jason Stanley, ciò riflette una teoria del complotto antisemita che considera i cristiani russi, piuttosto che gli ebrei, le vere vittime della Germania nazista. Anche l'Archivio Fortunoff per le testimonianze dell'Olocausto ha condannato l'invasione e ha descritto la retorica di Putin come banalizzazione dell'Olocausto; lo United States Holocaust Memorial Museum ha denunciato l'abuso da parte di Putin della storia dell'Olocausto.
Il 21 marzo 2022 il presidente ucraino Zelens'kyj è stato a sua volta criticato da Yad Vashem per aver affermato l'equivalenza tra l'invasione russa e l'Olocausto, mentre il primo ministro israeliano Naftali Bennett ha ritenuto inappropriato il confronto tra i due eventi.

### Approfondimenti
- Jeffrey Blutinger, An Inconvenient Past: Post-Communist Holocaust Memorialization, in Shofar, n. 29, Purdue University Press, 2010,  pp. 73-94.
- Manfred Gerstenfeld, Holocaust Trivialization, su jcpa.org, Jerusalem Center for Public Affairs, 9 aprile 2008.
- Steven Katz, The Holocaust in Historical Context, Oxford, Oxford University Press, 1994, ISBN 9780195072204.
- Michael Shafir, Between Denial and 'Comparative Trivialization' – Holocaust Negationism in Post-Communist East Central Europe, in Acta – Analysis of Current Trends in Antisemitism, n. 19, Jerusalem, Hebrew University, Vidal Sassoon International Center for the Study of Antisemitism, 2002,  p. 23.
- David E. Stannard, The Dangers of Calling the Holocaust Unique, su chronicle.com, The Chronicle of Higher Education, 2 agosto 1996. URL consultato il 10 gennaio 2022.
- Sullam Calimani e Anna-Vera, A Name for Extermination, n. 94, The Modern Language Review, ottobre 1999,  pp. 978-999, DOI:10.2307/3737232.